# Novo Alegre
Novo Alegre é um município brasileiro do estado do Tocantins. Localizado na Microrregião de Dianópolis e na Mesorregião Oriental do Tocantins, estando a uma altitude de 539 metros. Sua população estimada em 2009 era de 1.802 habitantes, em uma área de 200,11 km², possui uma densidade populacional de 9,0 /km² e um PIB per capta de 6874.89.

## Cultura e lazer
O município de Novo Alegre tem, dentre os eventos e festividades populares: O tradicional festejo do padroeiro São Francisco de Assis, que inicia no dia 25 de setembro e termina 4 de outubro; e, a festa de vaquejada, que acontece todos os meses de julho, que a cada ano se torna mais movimentada, a quadrlinha do mês de junho e a mini maratona de fim de ano.